# مايكل كوبنز
مايكل كوبنز (بالإنجليزية: Michael Cobbins)‏ مواليد 9 أغسطس 1992 في أماريلو، هو لاعب كرة سلة أمريكي. بدأ مسيرته الاحترافية في سنة 2015. يلعب في الدوري الألماني لكرة السلة كلاعب وسط. يحمل الرقم 1. يبلغ طوله 6 قدم 9 بوصة (2.1 م). لعب مع أوكلاهوما سيتي بلو في دوري الرابطة الوطنية لفئة التطوير.

## روابط خارجية
- مايكل كوبنز على موقع الدوري الأوروبي لكرة السلة (الإنجليزية)
- مايكل كوبنز على موقع سبورتس رفرنس (الإنجليزية)
- مايكل كوبنز على موقع كرة السلة الأوروبية.كوم (الإنجليزية)
- مايكل كوبنز على موقع كلية كرة السلة في سبورتس رفرنس.كوم (الإنجليزية)
- مايكل كوبنز على موقع ريلجم (الإنجليزية)
- مايكل كوبنز على موقع بروبوليرز (الإنجليزية)
- مايكل كوبنز على موقع سبورتس رفرنس (الإنجليزية)
- مايكل كوبنز على موقع سبورتس رفرنس (الإنجليزية)